# 日岡古墳
日岡古墳（ひのおかこふん、日ノ岡古墳）は、福岡県うきは市吉井町若宮にある古墳。形状は前方後円墳。若宮古墳群を構成する古墳の1つ。国の史跡に指定されている。

## 概要
| 古墳名   | 墳丘       | 墳丘 | 埋葬施設                      | 築造時期 | 史跡   | 備考               |
| -------- | ---------- | ---- | ----------------------------- | -------- | ------ | ------------------ |
| 月岡古墳 | 前方後円墳 | 95m  | 竪穴式石室ほか （長持形石棺） | 5c中     | なし   | 出土品は重要文化財 |
| 塚堂古墳 | 前方後円墳 | 91m  | 横穴式石室2基                 | 5c後半   | なし   |                    |
| 日岡古墳 | 前方後円墳 | 74m  | 横穴式石室                    | 6c初頭   | 国史跡 | 装飾古墳           |

福岡県南部、筑後川南岸の台地上に築造された古墳である。月岡古墳・塚堂古墳とともに若宮古墳群を形成する。1887年（明治20年）に発掘されて石室の装飾が発見されている。
墳形は前方後円形で、墳丘主軸を東西方向として、前方部を西方向に向ける。墳丘周囲には一重の周濠が巡らされる。埋葬施設は両袖式の横穴式石室で、南西方向に開口した（現在は羨道部で閉塞、玄室天井が崩落して開口）。玄室・羨道からなる単室構造の装飾石室で、玄室奥壁に赤・白・緑色の3色の顔料で6個の大型同心円文が描かれるほか、石室全面に幾何学的文様・具象的文様が描かれる。石室内の副葬品は詳らかでない。
築造時期は、古墳時代後期の6世紀初頭頃と推定される。若宮古墳群では、月岡古墳・塚堂古墳に後続する最後の首長墓である。代表的な装飾古墳の1つであり、壁画系の装飾古墳では初期段階のものとして、古墳時代当時の装飾を考察するうえで重要視される古墳になる。
古墳域は1928年（昭和3年）に国の史跡に指定されている。現在では石室は覆屋内で保存されているが、覆屋内への立ち入りは制限され、毎月第3土曜日の古墳見学時に公開されている。

## 遺跡歴
- 1887年（明治20年）、発掘・石室装飾の発見、馬具片の採集（坪井正五郎、1889年に報告）。
- 発掘後、多少の修理のうえで石室の閉鎖。
- 1925年（大正14年）刊行の『史蹟名勝天然紀念物調査報告書』第1輯で報告。
- 1928年（昭和3年）2月7日、国の史跡に指定。
- 1964年（昭和39年）、コンクリート製石室覆屋の設置。

## 墳丘

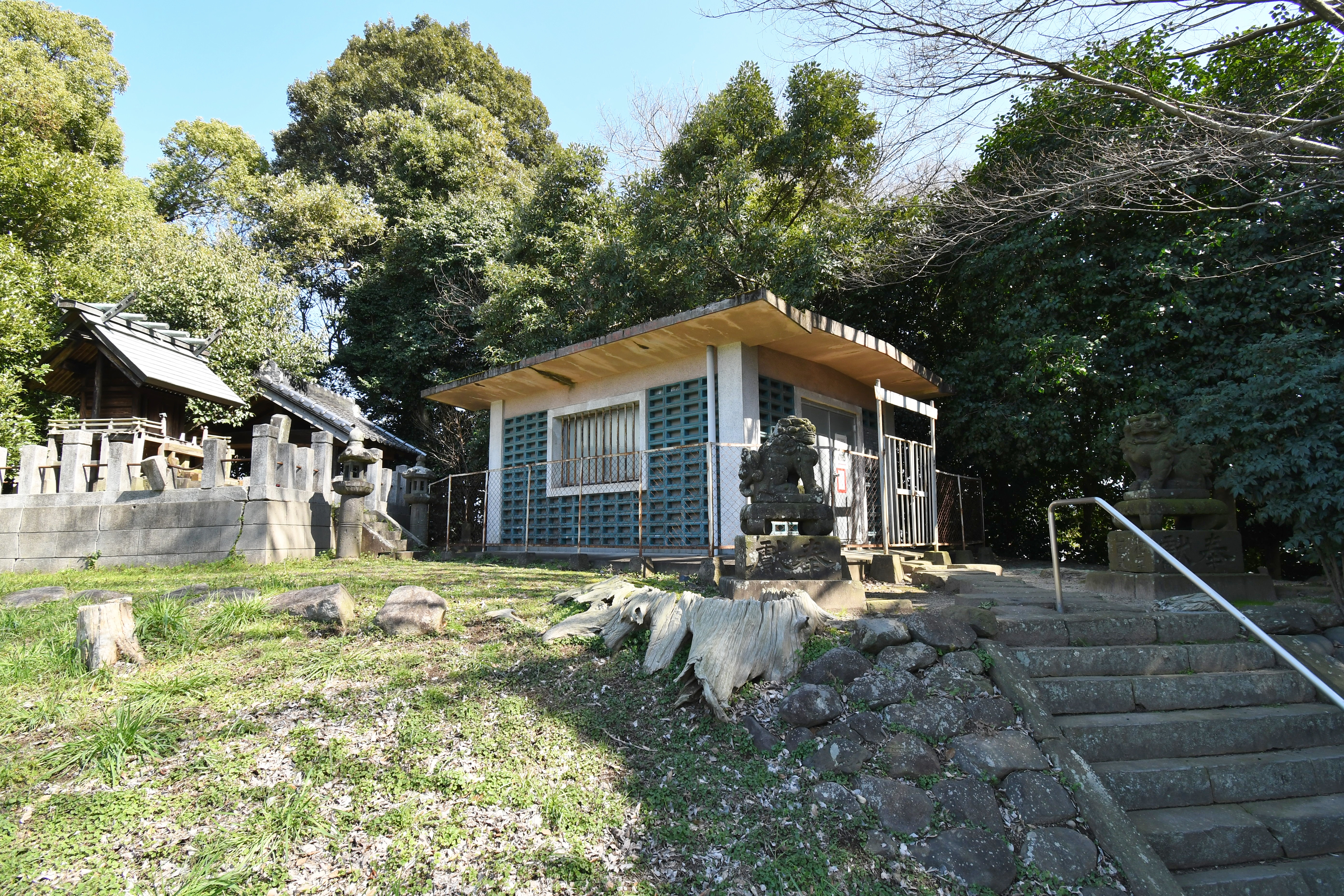
後円部墳頂

墳丘の規模は次の通り。
- 墳丘長：約74メートル
- 後円部 直径：約40メートル
- 前方部 幅：約35メートル

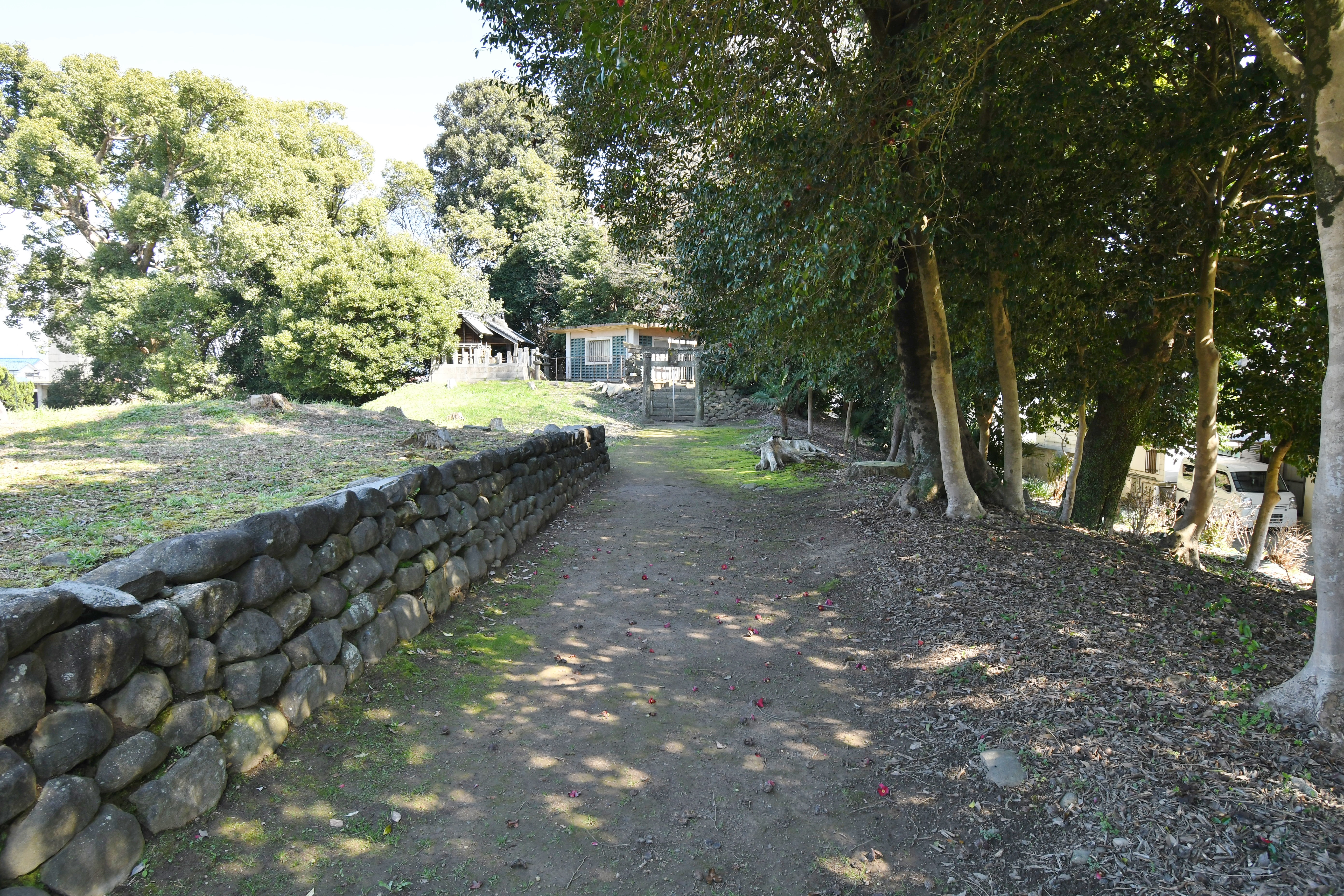
前方部から後円部を望む
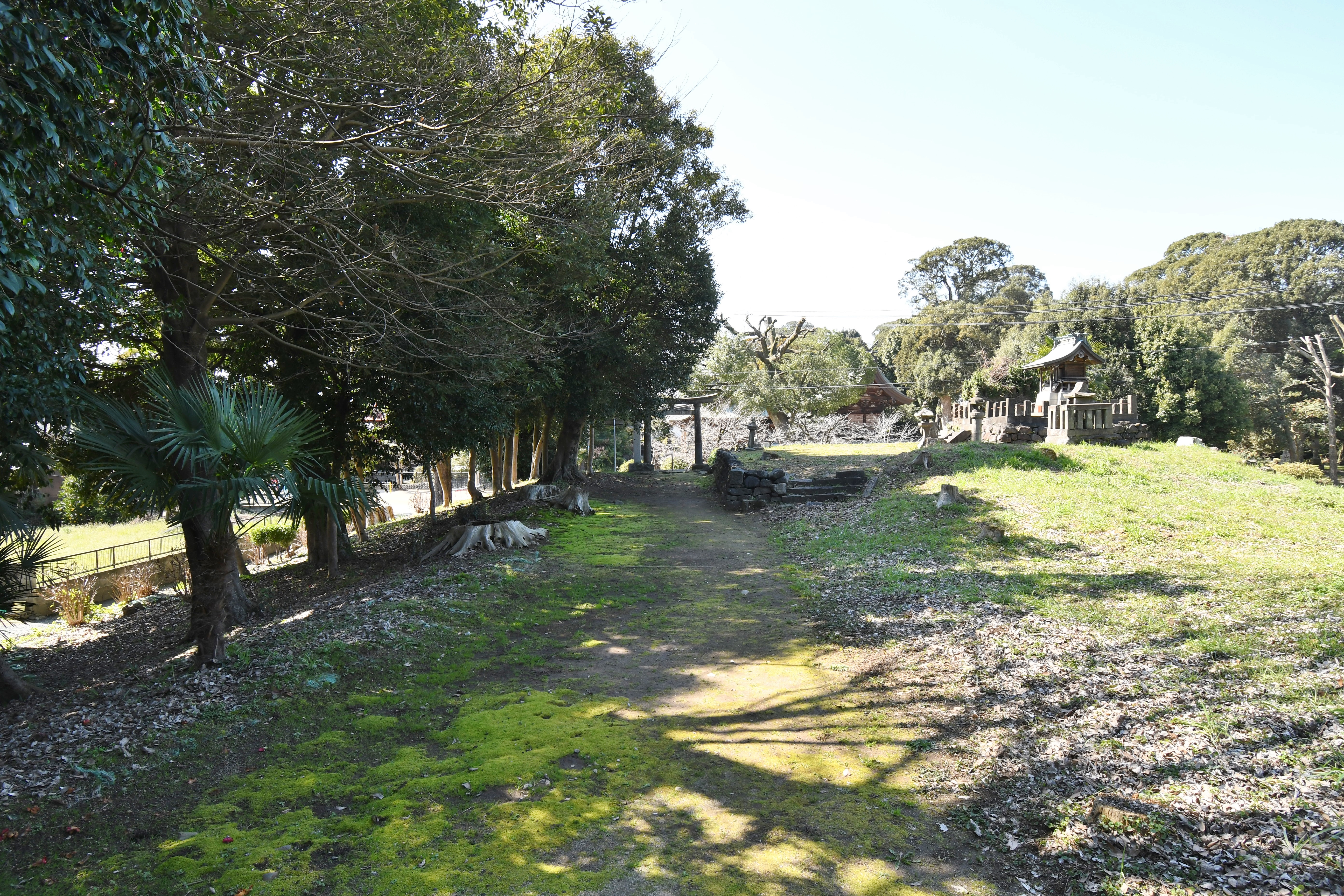
後円部から前方部を望む
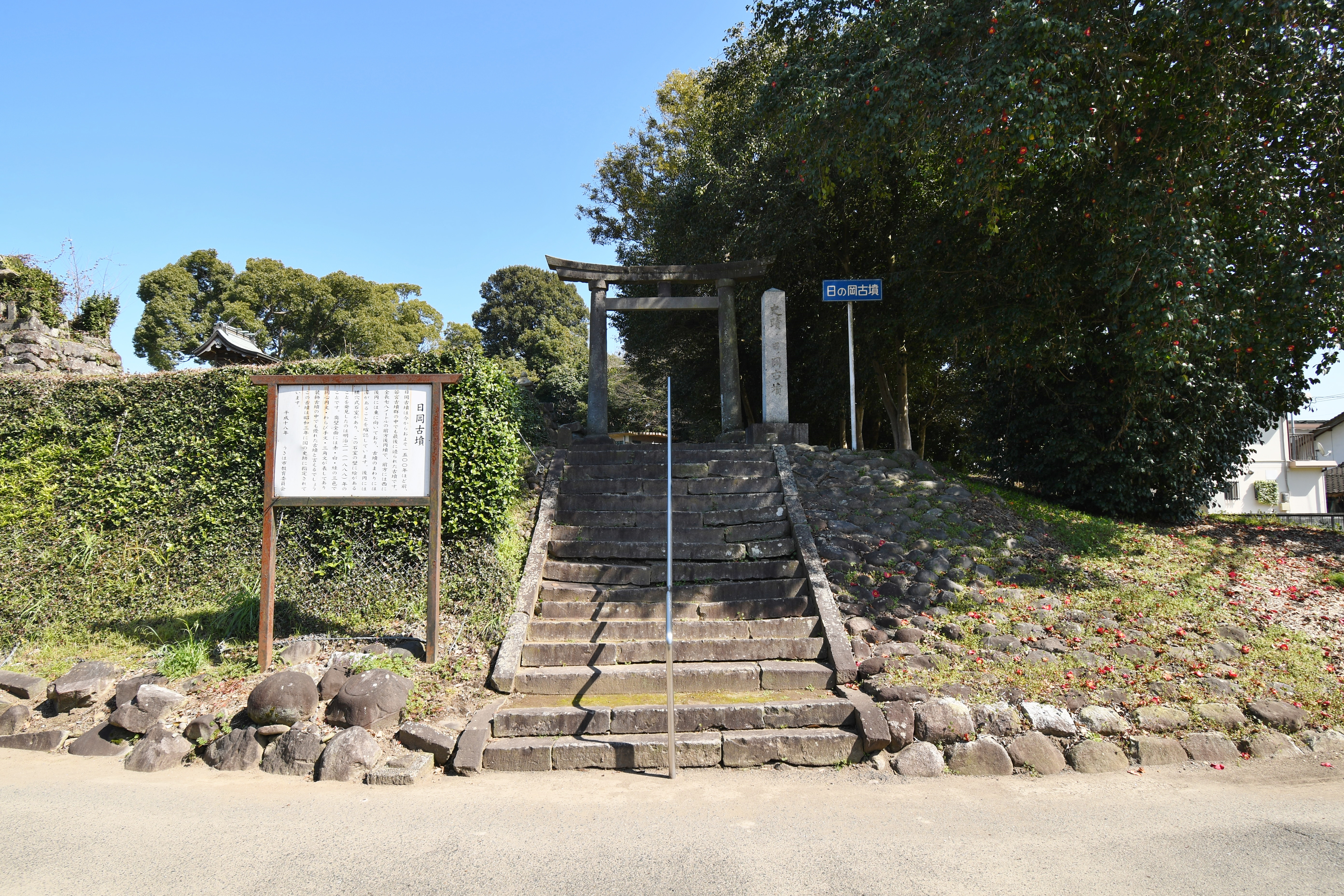
前方部入り口
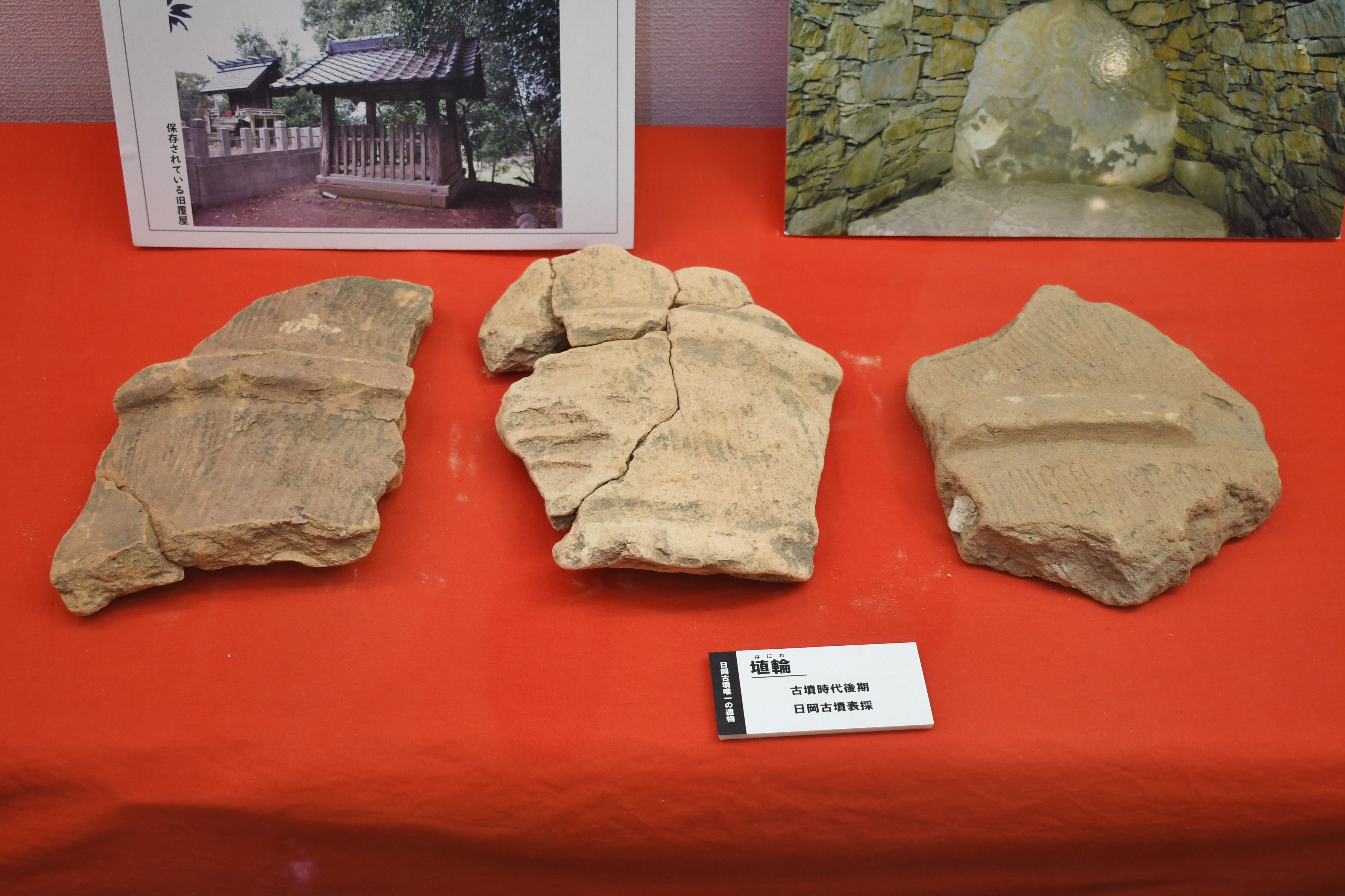
表採埴輪片 吉井歴史民俗資料館展示。

## 埋葬施設
埋葬施設としては両袖式横穴式石室が構築されており、南西方向に開口した（現在は羨道部で閉塞、玄室天井が崩落して開口）。玄室・羨道からなる単室構造の石室である。石室の規模は次の通り。
- 石室全長：現在5.1メートル
- 玄室：長さ4メートル、幅2.1メートル（奥壁）・2.8メートル（最大）、高さ約2.3メートル

石室の石材は安山岩の割石。玄室は胴張りの平面形を呈する。玄室の奥壁には、幅2.2メートル以上・高さ1.9メートル以上の大石1石をほぼ垂直に立てて鏡石とした上に、2-3段の割石を積み、石棚も設ける。側壁はやや持ち送って内傾する。
石室の壁面では多数の装飾が描かれている。奥壁には、赤・白・緑の3色の顔料を使用して6個の大型同心円文のほか蕨手文・連続三角文などを配する。また側壁には、同心円文・三角文のような幾何学的文様や、盾・靫・大刀などの武器・武具や魚・船・馬・獣などの具象的文様が色を使い分けて描かれる。

## 文化財

### 国の史跡
- 日岡古墳 - 1928年（昭和3年）2月7日指定[4]。

## 関連施設
- 吉井歴史民俗資料館（うきは市吉井町） - 日岡古墳の出土品を保管・展示。

## 関連文献
（記事執筆に使用していない関連文献）
- 坪井正五郎「筑後國日の岡にて古代紋樣の發見」『東洋學藝雜誌』第6巻第88号、東京社、1889年1月、35-41頁。
- 「筑後日ノ岡の石槨內面模樣」『考古學雜誌』第4巻第12号、考古學會、1914年8月5日、783-784頁。
- 「日ノ岡、月ノ岡古墳」『史蹟名勝天然紀念物調査報告書』 第1輯、福岡県、1925年。 - リンクは奈良文化財研究所「全国遺跡報告総覧」。
- 『吉井町誌』 第1巻、吉井町、1977年。
- 『若宮古墳群1 -月岡古墳・塚堂古墳・日岡古墳-』吉井町教育委員会〈吉井町文化財調査報告書第4集〉、1989年。
- 『若宮古墳群2 -塚堂古墳・日岡古墳-』吉井町教育委員会〈吉井町文化財調査報告書第6集〉、1990年。